# Fête du Prince
La Fête du Prince (in francese Festa del Principe) è la Giornata Nazionale del Principato di Monaco.
Si celebra il 19 novembre e commemora San Ranieri, festa del santo patrono del Principe Sovrano Ranieri III, padre dell'attuale principe.
Il principe Alberto II di Monaco, quando é salito al trono, ha deciso di mantenere questa festività nazionale in onore del padre, che tanto ha contribuito al  rinnovamento economico e culturale del piccolo Principato.
La Festa, che coinvolge tutto il paese, si celebra con una messa mattutina a cui partecipa il principe con tutta la famiglia e i funzionari del principe.